# Милена Будинова
Милена Будинова е българска и нидерландска режисьорка и продуцентка. Живее и работи в България и Нидерландия.

## Кариера
В документалните си филми обсъжда темите миграция, интеграция и мултикултурна идентичност, като често е инспирирана от собствения си живот. Позната е като създателка и продуцентка на редица телевизионни предавания – „Часът на Мама“, „Денят е прекрасен“, „Футболни съпруги“, „Опасно близо с Лили Иванова“, „Йолисима“, „Метрополис“ и Такъв е животът.
За документалната поредица „Такъв е животът“ е многократно наградена на международни фестивали, между които „Гран При“ за най-добро телевизионно предаване на 2008 г. на Media Mixx международния фестивал за телевизия в Албена, България.

## Документални филми
- „Ромео и Жулиета от Тракия“ (52 мин), 2011
- „Опасно близо с Лили Иванова“ (10x48 мин), 2010
- „Патриотът“ (55 мин), 2003, NPS Холандска Национална ТВ
- „Заден прозорец“ (20 мин), 2003, HUMAN Холандска Национална ТВ
- „Придворни дами“ (25 мин), 2002, VPRO Холандска Национална ТВ
- „Някъде на ръба на Европа“, 2000, VPRO Холандска Национална ТВ
- „Такъв е животът“